# AEW 위민스 월드 챔피언십
AEW 위민스 월드 챔피언십(AEW Women's World Championship)은 AEW에 속한 타이틀 중 하나이다.

## 역사

#### 탄생
2019년 8월 31일 올 아웃에서 벨트가 공개되고, 2019년 10월 2일 웬즈데이 나잇 다이너마이트 1회 방송에서 초대 챔피언이 탄생할 예정이다.

## 역대 타이틀 명칭
| 타이틀 명칭              | 연도        |
| ------------------------ | ----------- |
| AEW 위민스 월드 챔피언십 | 2019년~현재 |

## 기록들
- 초대 챔피언 : 리호
- 최장수 챔피언 : 시다 히카루 (372일)
- 최단 기간 챔피언 : 시다 히카루 (25일)
- 최다 챔피언 : 토니 스톰 (4회)
- 최중량급 챔피언 : 나일라 로즈 (84kg)
- 최경량급 챔피언 : 리호 (42kg)
- 최고령 챔피언 : 나일라 로즈 (37세 193일)
- 최연소 챔피언 : 리호 (22세 120일)

## 역대 챔피언
- 리호 (초대 챔피언)
- 나일라 로즈
- 시다 히카루
- 브릿 베이커
- 썬더 로사
- 토니 스톰 (현 챔피언)
- 제이미 헤이터
- 사라야
- 머라이어 메이

## 같이 보기
- WWE 위민스 챔피언십 (1956년~2010년)
- WWE 위민스 챔피언십 (2023년)
- WWE 위민스 월드 챔피언십
- WWE 위민스 태그팀 챔피언십
- WWE 디바스 챔피언십
- WWF 위민스 태그팀 챔피언십
- WWE 위민스 태그팀 챔피언십
- WWE NXT 위민스 챔피언십
- TNA 녹아웃 월드 챔피언십
- TNA 녹아웃 월드 태그팀 챔피언십
- GFW 위민스 챔피언십